# Yanick Moreira
Yanick Pires Moreira (Luanda, 31 luglio 1991) è un cestista angolano.

## Carriera
Con l'Angola ha disputato due edizioni dei Campionati mondiali (2014, 2019) e due dei Campionati africani (2015, 2017).

## Palmarès
- NBA D-League: 1

Raptors 905: 2016-17
- Basketball Champions League: 1

Virtus Bologna: 2018-19
- Basketball Africa League: 1

Petro de Luanda: 2024